# Raphaël d'Orléans-Bragance
Titre
Héritier du trône du Brésil
(branche de Vassouras)
Depuis le 8 novembre 2024
(8 mois et 21 jours)
Raphaël d'Orléans-Bragance (en portugais : Rafael de Orleans e Bragança), né à Rio de Janeiro le 24 avril 1986, est un membre de la maison d'Orléans-Bragance, il porte les titres de prince d'Orléans et de Bragance, prince du Brésil et prince impérial du Brésil. Il est issu de la branche cadette, dite branche de Vassouras, de la maison d'Orléans-Bragance et, pour les monarchistes brésiliens partisans de cette branche, il s'inscrit, depuis 2024, à la première place dans l’ordre de succession au trône du Brésil.

## Biographie

### Famille
Raphaël d'Orléans-Bragance est le second fils et le troisième des quatre enfants d'Antônio d'Orléans-Bragance (1950-2024), prince impérial du Brésil, et de la princesse Christine de Ligne (née en 1955), fille d'Antoine, 13e prince de Ligne (1925-2005) et de la princesse Alix de Luxembourg (1929-2019).
Par sa grand-mère paternelle, Marie-Élisabeth de Bavière (1914-2011), il est un descendant de Louis III (1845-1921), dernier roi de Bavière, tandis que par sa mère, il est l'arrière petit-fils de la grande-duchesse Charlotte de Luxembourg (1896-1985). 
Son frère aîné Pedro meurt, victime de l'accident d'avion du vol Air France 447 le 1er juin 2009. Raphaël d'Orléans-Bragance a également deux sœurs : Amélie, née en 1984, et Marie-Gabrielle, née en 1989.

### Formation et carrière
Raphaël d'Orléans-Bragance est éduqué à l'Instituto Social São José and Colégio Ipiranga, à Petrópolis, et à l'Université pontificale catholique de Rio de Janeiro. Ensuite, en 2010, il effectue un stage de six mois à Paris où il est vendeur de biens dans une société immobilière. De retour au Brésil, il est guide touristique avant de commencer sa carrière professionnelle.  
Il travaille pour la société AmBev (en français : compagnie des boissons des Amériques), une filiale du groupe brassicole belgo-brésilien Anheuser-Busch InBev. Dans cette société, il est successivement : Management Trainee (2010), Price Analyst (en 2010 et 2011), Sales Superviser (2011-2012), Specialist Sales Process (2012-2013), Sales Manager (2013-2014) et Specialist Budgeting & Business Performance à partir de 2014. Parallèlement à ses activités dans la société brassicole, Raphaël d'Orléans-Bragance est actuellement (2022) associé dans une société de conseil possédant des bureaux à Londres et à New York. Il parle couramment le portugais, le français et l'anglais et comprend l'allemand et l'espagnol,.

### Loisirs
Raphaël d'Orléans-Bragance est membre du Petrópolis Golfe Club, joue au tennis, au squash et au football. Il pratique également le dessin et aime voyager en Europe, au Moyen-Orient et en Asie du Sud-Est,.

### Succession au trône du Brésil
L'oncle paternel de Raphaël, Luiz de Orleans e Bragança (1938-2022), était pour certains monarchistes, partisans de la branche cadette dite « branche de Vassouras », empereur titulaire du Brésil. Son frère Bertrand (né en 1941) lui succède en 2022. Son héritier est alors le prince impérial Antônio (1950-2024), suivi par son fils Raphaël. Depuis la mort de son père, en 2024, Raphaël d'Orléans-Bragance est premier dans l'ordre de succession au trône.

### Engagement caritatif et monarchiste
En mai 2020, lors d'une visite à son oncle Luiz, le prince Raphaël commémore les 132 ans de l'abolition de l'esclavage grâce à la signature, en 1888, de la Loi d'or par son aïeule, la princesse Isabelle du Brésil, fille de l'empereur Pierre II.
En 2022, lors du bicentenaire de la naissance de l'empire du Brésil, le prince Raphaël s'implique dans les commémorations et adresse un discours dans lequel il affirme ses opinions : « En étant inspirés par le courage et la bravoure dont ont fait preuve nos ancêtres dans la lutte pour la patrie qui était en train de naître, nous devons aussi nous unir, afin que nous puissions aussi restaurer nos valeurs authentiquement brésiliennes, marquées par notre foi et nos traditions […] Le Brésil a un passé très riche et a toutes les conditions pour devenir une grande nation, vouée à un avenir glorieux. »
Un mois plus tard, en février 2022, après les inondations qui ont ravagé la ville de Petrópolis, le prince Raphaël vient en aide aux sinistrés, en leur amenant des biens de première nécessité que la maison impériale a reçus des sympathisants monarchistes.
En novembre 2022, à l'occasion de la coupe du monde de football, le prince Raphaël est invité à regarder le match par l'ambassade de l'État du Qatar à Londres (en), capitale du Royaume-Uni, où le prince réside et travaille actuellement. Le prince est l'invité d'honneur du match d'ouverture de l'équipe nationale brésilienne contre l'équipe nationale de football de Serbie, au stade de Lusail, au Qatar,,.

## Titulature et honneurs

### Titulature
Les titres portés par les membres de la maison d'Orléans-Bragance n'ont aucune existence juridique au Brésil et sont considérés comme des titres de courtoisie accordés par le prétendant au trône :
- 24 avril 1986 - 15 juillet 2022 : Son Altesse Royale le prince Raphaël d'Orléans-Bragance, prince du Brésil, prince d'Orléans-Bragance ;
- 15 juillet 2022 - 8 novembre 2024 : Son Altesse Impériale et Royale le prince Raphaël d'Orléans-Bragance, prince du Grão-Pará, prince du Brésil, prince d'Orléans-Bragance ;
- depuis le 8 novembre 2024 : Son Altesse Impériale et Royale le prince impérial du Brésil, prince d'Orléans-Bragance.

Membre de la maison d'Orléans-Bragance en tant que descendant par les mâles d’Isabelle, princesse impériale du Brésil et du comte d’Eu, Raphaël reçoit à la naissance les titres de courtoisie de prince d'Orléans-Bragance et de prince du Brésil, avec, en tant que cadet le prédicat de courtoisie d’altesse royale et non celui d’altesse impériale réservé aux héritiers directs,. Raphaël appartient à la branche de Vassouras, branche cadette de la maison d’Orléans-Bragance.

### Honneurs dynastiques
Raphaël d'Orléans-Bragance est :
- Grand-croix de l'ordre impérial de Pierre Ier (maison d'Orléans et Bragance) ;
- Grand-croix de l'ordre de la Rose (maison d'Orléans et Bragance) ;
- Grand-croix de l'ordre de l'Immaculée Conception de Vila Viçosa (maison royale de Portugal).

## Ascendance
|  |                                      |  |  |  |  |  |  |  |  |  |  |  |  |
|  | 8. Louis d'Orléans-Bragance          |  |  |  |  |  |  |  |  |  |  |  |  |
|  |                                      |  |  |  |  |  |  |  |  |  |  |  |  |
|  |                                      |  |  |  |  |  |  |  |  |  |  |  |  |
|  | 4. Pedro Henrique d'Orléans-Bragance |  |  |  |  |  |  |  |  |  |  |  |  |
|  |                                      |  |  |  |  |  |  |  |  |  |  |  |  |
|  |                                      |  |  |  |  |  |  |  |  |  |  |  |  |
|  | 9. Marie-Pie de Bourbon-Siciles      |  |  |  |  |  |  |  |  |  |  |  |  |
|  |                                      |  |  |  |  |  |  |  |  |  |  |  |  |
|  |                                      |  |  |  |  |  |  |  |  |  |  |  |  |
|  | 2. Antônio d'Orléans-Bragance        |  |  |  |  |  |  |  |  |  |  |  |  |
|  |                                      |  |  |  |  |  |  |  |  |  |  |  |  |
|  |                                      |  |  |  |  |  |  |  |  |  |  |  |  |
|  | 10. François de Bavière              |  |  |  |  |  |  |  |  |  |  |  |  |
|  |                                      |  |  |  |  |  |  |  |  |  |  |  |  |
|  |                                      |  |  |  |  |  |  |  |  |  |  |  |  |
|  | 5. Marie-Élisabeth de Bavière        |  |  |  |  |  |  |  |  |  |  |  |  |
|  |                                      |  |  |  |  |  |  |  |  |  |  |  |  |
|  |                                      |  |  |  |  |  |  |  |  |  |  |  |  |
|  | 11. Isabelle-Antoinette de Croÿ      |  |  |  |  |  |  |  |  |  |  |  |  |
|  |                                      |  |  |  |  |  |  |  |  |  |  |  |  |
|  |                                      |  |  |  |  |  |  |  |  |  |  |  |  |
|  | 1. Raphaël d'Orléans-Bragance        |  |  |  |  |  |  |  |  |  |  |  |  |
|  |                                      |  |  |  |  |  |  |  |  |  |  |  |  |
|  |                                      |  |  |  |  |  |  |  |  |  |  |  |  |
|  | 12. Eugène II de Ligne               |  |  |  |  |  |  |  |  |  |  |  |  |
|  |                                      |  |  |  |  |  |  |  |  |  |  |  |  |
|  |                                      |  |  |  |  |  |  |  |  |  |  |  |  |
|  | 6. Antoine de Ligne                  |  |  |  |  |  |  |  |  |  |  |  |  |
|  |                                      |  |  |  |  |  |  |  |  |  |  |  |  |
|  |                                      |  |  |  |  |  |  |  |  |  |  |  |  |
|  | 13. Philippine de Noailles           |  |  |  |  |  |  |  |  |  |  |  |  |
|  |                                      |  |  |  |  |  |  |  |  |  |  |  |  |
|  |                                      |  |  |  |  |  |  |  |  |  |  |  |  |
|  | 3. Christine de Ligne                |  |  |  |  |  |  |  |  |  |  |  |  |
|  |                                      |  |  |  |  |  |  |  |  |  |  |  |  |
|  |                                      |  |  |  |  |  |  |  |  |  |  |  |  |
|  | 14. Félix de Bourbon-Parme           |  |  |  |  |  |  |  |  |  |  |  |  |
|  |                                      |  |  |  |  |  |  |  |  |  |  |  |  |
|  |                                      |  |  |  |  |  |  |  |  |  |  |  |  |
|  | 7. Alix de Luxembourg                |  |  |  |  |  |  |  |  |  |  |  |  |
|  |                                      |  |  |  |  |  |  |  |  |  |  |  |  |
|  |                                      |  |  |  |  |  |  |  |  |  |  |  |  |
|  | 15. Charlotte de Luxembourg          |  |  |  |  |  |  |  |  |  |  |  |  |
|  |                                      |  |  |  |  |  |  |  |  |  |  |  |  |
|  |                                      |  |  |  |  |  |  |  |  |  |  |  |  |